# ولترود
ولترود (به آلمانی: Welterod) یک شهر در آلمان است که در Verbandsgemeinde Nastätten واقع شده‌است. ولترود ۵۳۲ نفر جمعیت دارد.